# استرجیس (کنتاکی)
استرجیس (به انگلیسی: Sturgis) شهری در ایالت کنتاکی کشور ایالات متحده آمریکا است که جمعیت آن در سرشماری سال ۲۰۱۰ میلادی، ۱٬۸۹۸ نفر بوده‌است.